# El ángel de la muerte (álbum)
El ángel de la muerte es el segundo álbum de la banda argentina de punk rock Bulldog.

## Lista de temas
1. ¡¡Hey, hey, hey!!
2. Un vinito más
3. Solo el muerto... sabe que pasó
4. El ángel de la muerte
5. Nunca más
6. Mil rayas
7. Rotas cadenas
8. A un amigo
9. Esa es mi chica
10. ¿Cuál es tu ley?
11. Desde que te vi
12. Noche para festejar